# 平川地一丁目 (アルバム)
「平川地一丁目」 （ひらかわちいっちょうめ）は、平川地一丁目のベストアルバム。

## 概要
DISC1はシングル曲を中心にしたベスト盤。DISC2はセルフカバー盤。

## 収録曲

### DISC1
1. とうきょう
2. 桜の隠す別れ道
3. 君の分まで
4. はがれた夜
5. 十六度目の夏
6. 夢見るジャンプ 〜みんなのうたver.〜
7. 夢の途中
8. 校庭に見つけた春
9. 運命の向こう
10. 永遠の約束
11. 闇世に生まれて
12. うたかた
13. Tokyo
14. 青い花
15. 時計の独り言
16. しおりのページ〜
17. まさ夢
18. かわれないので

### DISC2
1. 青い花
2. 時計の独り言
3. しおりのページ
4. まさ夢
5. かわれないので
6. 君と会う向日葵の丘
7. 桜の隠す別れ道